# Bartłomiej Zalewski
Bartłomiej Zalewski (ur. 29 września 1979 w Zduńskiej Woli) –  polski trener piłkarski, wcześniej piłkarz występujący na pozycji obrońcy, jako trener specjalizujący się głównie w pracy z młodzieżowymi reprezentacjami Polski. Na przestrzeni swojej kariery pełnił funkcję trenera oraz asystenta w kilku polskich klubach, jak i reprezentacjach narodowych różnych kategorii wiekowych.

## Kariera piłkarska
Absolwent Akademii Wychowania Fizycznego im. Eugeniusza Piaseckiego w Poznaniu (2002 z tytułem magistra). Bartłomiej Zalewski karierę piłkarską rozpoczął w 1989 roku w MKS Zduńska Wola, w którym grał do 1996 roku. Następnie przez kilka miesięcy w 1996 roku był zawodnikiem Amici Wronki, jednak potem wrócił do MKS Zduńska Wola, w którym grał do 1998 roku. Następnymi klubami w karierze Zalewskiego były: Pogoń Zduńska Wola (1998–1999), dwukrotnie Warta Poznań (2000–2002, 2003), Aluminium Konin (2002) oraz Ekolog Wojsławice, w którym był grającym trenerem oraz w 2005 roku zakończył karierę piłkarską. W 2012 roku grał w drużynie odbojów Wisły Kraków.

## Kariera trenerska

### Wczesna Kariera i Praca Klubowa
Bartłomiej Zalewski rozpoczął swoją karierę trenerską w sztabach przygotowania fizycznego. W latach 2007-2008 pracował jako trener przygotowania fizycznego w Cracovii, gdzie współpracował ze Stefanem Majewskim. Następnie w sezonie 2007/08 objął funkcję trenera Cracovii II, gdzie prowadził rezerwy klubu do lipca 2008 roku.
W lipcu 2008 roku dołączył do sztabu szkoleniowego Jagiellonii Białystok jako asystent Michała Probierza, z którym współpracował przez ponad trzy lata. Wspólnie z Probierzem pracował przy prowadzeniu drużyny w 106 meczach. Następnie w sezonie 2011/12 pełnił funkcje asystenta w kilku klubach, towarzysząc Probierzowi w ŁKS Łódź, Arisie Saloniki oraz Wiśle Kraków.
W listopadzie 2012 roku na krótko dołączył do sztabu GKS Bełchatów, gdzie również wspierał Probierza. Po tej współpracy Zalewski skoncentrował się na pracy z młodzieżowymi reprezentacjami Polski.

### Praca z Reprezentacjami Młodzieżowymi
Bartłomiej Zalewski ma długą historię pracy z młodzieżowymi reprezentacjami Polski. Jego kariera w strukturach PZPN rozpoczęła się w styczniu 2013 roku, gdy został trenerem reprezentacji Polski U15. Pracował z tą drużyną do stycznia 2014 roku, po czym objął stanowisko trenera reprezentacji Polski U16.
Od tego czasu Zalewski prowadził reprezentacje Polski w różnych kategoriach wiekowych, w tym U14, U15, U16, U17 i U19. Na przestrzeni lat pracował z licznymi grupami młodych piłkarzy, uczestnicząc w wielu meczach międzynarodowych. W trakcie swojej pracy z młodzieżowymi zespołami osiągał zróżnicowane wyniki, a jego drużyny notowały solidne występy na arenie międzynarodowej.
W lipcu 2015 roku Zalewski został trenerem reprezentacji Polski U15, gdzie poprowadził zespół do grudnia 2016 roku. W tym samym czasie pełnił także funkcję trenera drużyny U17. W późniejszych latach ponownie obejmował funkcje trenerskie w zespołach U14, U15 i U16.
W lipcu 2019 roku został trenerem reprezentacji Polski U19, którą prowadził przez osiem miesięcy, do lutego 2020 roku. W 2024 roku objął funkcję tymczasowego trenera kadry U16.

### Statystyki
| Sezon   | Drużyna       | M                          | Z                          | R                          | P                          | B                          | Pkt                        | %W                         |
| ------- | ------------- | -------------------------- | -------------------------- | -------------------------- | -------------------------- | -------------------------- | -------------------------- | -------------------------- |
| 2003-06 | różne drużyny | nieznane                   | nieznane                   | nieznane                   | nieznane                   | nieznane                   | nieznane                   | nieznane                   |
| 07/08   | Cracovia II   | nieznane                   | nieznane                   | nieznane                   | nieznane                   | nieznane                   | nieznane                   | nieznane                   |
| 2008-10 | Polska U15    | nieznane                   | nieznane                   | nieznane                   | nieznane                   | nieznane                   | nieznane                   | nieznane                   |
| 2008-13 | różne drużyny | praca jako asystent        | praca jako asystent        | praca jako asystent        | praca jako asystent        | praca jako asystent        | praca jako asystent        | praca jako asystent        |
| 2009-13 | Polska U14    | nieznane                   | nieznane                   | nieznane                   | nieznane                   | nieznane                   | nieznane                   | nieznane                   |
| 14/15   | Polska U16    | 8                          | 4                          | 3                          | 1                          | 22:12                      | 15                         | 50                         |
| ŁĄCZNIE | Polska U16    | 8                          | 4                          | 3                          | 1                          | 22:12                      | 15                         | 50                         |
| 15/16   | Polska U15    | 2                          | 2                          | 0                          | 0                          | 7:1                        | 6                          | 100                        |
| ŁĄCZNIE | Polska U15    | 2                          | 2                          | 0                          | 0                          | 7:1                        | 6                          | 100                        |
| 15/16   | Polska U17    | 4                          | 3                          | 0                          | 1                          | 7:6                        | 9                          | 75                         |
| 16/17   | Polska U17    | 4                          | 1                          | 1                          | 2                          | 5:6                        | 4                          | 25                         |
| ŁĄCZNIE | Polska U17    | 8                          | 4                          | 1                          | 3                          | 12:12                      | 13                         | 50                         |
| 16/17   | Polska U16    | 5                          | 1                          | 1                          | 3                          | 6:9                        | 4                          | 20                         |
| ŁĄCZNIE | Polska U16    | 5                          | 1                          | 1                          | 3                          | 6:9                        | 4                          | 20                         |
| 17/18   | Polska U17    | 13                         | 7                          | 1                          | 5                          | 18:12                      | 22                         | 53,8                       |
| ŁĄCZNIE | Polska U17    | 13                         | 7                          | 1                          | 5                          | 18:12                      | 22                         | 53,8                       |
| 17/18   | Polska U14    | 1                          | 1                          | 0                          | 0                          | 1:0                        | 3                          | 100                        |
| 18/19   | Polska U14    | 1                          | 1                          | 0                          | 0                          | 6:0                        | 3                          | 100                        |
| ŁĄCZNIE | Polska U14    | 2                          | 2                          | 0                          | 0                          | 7:0                        | 6                          | 100                        |
| 18/19   | Polska U15    | 7                          | 3                          | 1                          | 3                          | 12:9                       | 10                         | 42,9                       |
| ŁĄCZNIE | Polska U15    | 7                          | 3                          | 1                          | 3                          | 12:9                       | 10                         | 42,9                       |
| 19/20   | Polska U19    | 7                          | 2                          | 0                          | 5                          | 10:18                      | 6                          | 28,6                       |
| ŁĄCZNIE | Polska U19    | 7                          | 2                          | 0                          | 5                          | 10:18                      | 6                          | 28,6                       |
| 20/21   | bezrobotny    | bezrobotny                 | bezrobotny                 | bezrobotny                 | bezrobotny                 | bezrobotny                 | bezrobotny                 | bezrobotny                 |
| 21/22   | bezrobotny    | bezrobotny                 | bezrobotny                 | bezrobotny                 | bezrobotny                 | bezrobotny                 | bezrobotny                 | bezrobotny                 |
| 22/23   | bezrobotny    | bezrobotny                 | bezrobotny                 | bezrobotny                 | bezrobotny                 | bezrobotny                 | bezrobotny                 | bezrobotny                 |
| 23/24   | bezrobotny    | bezrobotny                 | bezrobotny                 | bezrobotny                 | bezrobotny                 | bezrobotny                 | bezrobotny                 | bezrobotny                 |
| 24/25   | Polska U16    | nadal trenuje (tymczasowo) | nadal trenuje (tymczasowo) | nadal trenuje (tymczasowo) | nadal trenuje (tymczasowo) | nadal trenuje (tymczasowo) | nadal trenuje (tymczasowo) | nadal trenuje (tymczasowo) |